# Broadwater, Nebraska
Broadwater är en småstad (village) i Morrill County i västra delen av den amerikanska delstaten Nebraska. Staden hade 128 invånare vid 2010 års federala folkräkning. Orten är belägen vid norra sidan av North Platte River omkring 80 kilometer öster om regionens största stad Scottsbluff.

## Historia
8-9 februari 1865 stod slaget vid Rush Creek under Coloradokriget strax utanför platsen för den nuvarande staden, mellan 185 amerikanska soldater och ett tusental krigare från Cheyenne-, Lakota Sioux- och Arapaho-folken.
Broadwater grundades 1909 vid Chicago, Burlington and Quincy Railroads (idag BNSF) järnvägslinje. Staden döptes efter general Broadwater, en bekant till en av järnvägens tjänstemän. Staden hade som mest omkring 600 invånare i början av 1930-talet och många lokala näringsverksamheter, innan Broadwater i likhet med andra orter i området drabbades av jordbruksnäringens nedgång under recessionsåren. Ortens järnvägsstation revs 1973.